# Бебб, Сесил
Чарльз Уильям Генри «Сесил» Бебб (англ. Charles William Henry "Cecil" Bebb; 27 сентября 1905 ― 2002) ― британский пилот, известный своим участием в операции по пересадке генерала Франсиско Франко с Канарских островов в Марокко в 1936 году, которая позволила Франко возглавить мятеж в Испании, переросший в полномасштабную Гражданскую войну.

## События июля 1936 года
В 07:15 11 июля 1936 года капитан Бебб вылетел из аэропорта Кройдон в Лондоне на самолёте Dragon Rapide вместе со своим товарищем Хью Поллардом (который был навигатором) и двумя женщинами.
Записи в бортовом журнале самолёта показывают, что он направлялся в сторону Канарских островов. Генерал Франко, находившийся на островах, по плану должен был быть доставлен в Тетуан, город в испанском Марокко, где размещались части Испанской Африканской армии.
Франко рассматривался правительством в Мадриде как опасность для режима Второй Испанской Республики и был направлен на Канары для того, чтобы тот держался подальше от политических интриг. Если бы на острова прилетал испанский самолёт, он почти наверняка попал бы в поле зрения властей, но британским самолётам почти никакого внимания не уделялось. Бебб и Франко прилетели в Тетуан 19 июля, и генералу быстро удалось привлечь и марокканские войска к участию в предстоящем государственном перевороте.
Высказываются предположения о том, что к организации полёта Бебба могут быть причастны британские спецслужбы. Известно, что его компаньон Хью Поллард до полёта была агентом разведки Великобритании. Сам рейс был спланирован за обедом в ресторане Симпсона на Стрэнде, где присутствовали Френсис Дуглас Джерролд, консервативный католической редактор The English Review и испанский журналист Луис Болин, который также был лондонским корреспондентом газеты АВС и впоследствии стал старшим советником по связям с общественностью при правительстве Франко. Джерролд потом уговорила Поллард присоединиться к предприятию, а Поллард, в свою очередь, пригласил Бебба в качестве пилота и собственную дочь Диану Поллард с её подругой, чтобы они вдвоём изображали из себя туристок.

## Дальнейшая карьера
Сесил Бебб продолжал свою работу в сфере коммерческой авиации вплоть до 1960-х годов. Занимал должность директора-распорядителя British United Airways.

## Признание
Бебб лично был награждён Франко в знак признания его заслуг. В 1939 году, после окончания Гражданской войны, Бебб удостоился Большого креста Имперского ордена Ярма и стрел. Много лет спустя, в 1970 году, Франко вручил ему Орден Гражданских заслуг и Крест Военных заслуг на церемонии в Мадриде.
Самолет, который перенёс Франко в Марокко, dH89 Dragon Rapide (G-ACYR), был представлен Франко в качестве подарка после окончания Второй мировой войны и теперь он выставлен в Museo del Aire недалеко от Мадрида.
В 1983 году, во время интервью в рамках документального фильм Гражданская война в Испании, снятом гранадским телевидением, Бебб заявил следующее: «ко мне обратился господин из Испании и спросил, готов ли я полететь на Канарские острова, чтобы доставить рифского военачальника и начать восстание в испанском Марокко. Я подумал: какая восхитительная идея, какое большое приключение!»